# Jean-François de Creil
Jean-François, marquis de Creil, comte de Nancray et de Chemault, baron de Berville et d'Etalleville, né vers 1679 et mort le 27 juillet 1753 à Thionville, est un général français.

## Biographie
D'une famille originaire de Beauvaisis, Jean-François de Creil est né vers 1679, le fils de Jean de Creil (1631-1697), seigneur de Soisy et de Nancray, maître des requêtes et intendant de la généralité de Rouen, et le petit-fils, par sa mère, de Louis Bétault de Chemault, président en la Chambre des comptes de Paris. 
Suivant la carrière militaire, il entre chez les mousquetaires en 1699, devient capitaine au régiment des dragons de Sainte-Hermine en 1701. Mestre de camp, il prend le commandement du régiment de Bassigny le 15 mars 1705.
En 1714, Il épouse Émilie de Mailly du Breuil.
Il est promu brigadier des armées du roi le 1er février 1719 et passe capitaine-lieutenant de la compagnie des grenadiers à cheval du roi en 1730.
Promu maréchal de camp le 20 février 1734, puis lieutenant général des armées du roi le 1er mars 1738, il commande en Flandre en 1742 et est fait grand-croix de l'ordre royal et militaire de Saint-Louis en 1743.
Nommé gouverneur de la ville et citadelle de Thionville, ainsi que commandant en chef dans les Trois-Évêchés, Creil lance en 1743 la construction du fort de la Double-Couronne de l'enceinte de Thionville. Il en pose « la première pierre dans les fondations du ceintre. » Il fut posé sous cette première pierre une plaque avec une inscription.
Il meurt en 1753.
Il est souvent confondu avec Jean-François de Creil-Bournezeau (1684-1761), intendant de la généralité de Metz de 1720 à 1754.

## Sources
1. ↑  « Famille de Creil », sur Racines & Histoire, p. 9
2. ↑  Guillaume Ferdinand Teissier, Histoire de Thionville, Metz, Verronnais, 1828 (lire en ligne)
3. ↑  « Famille de Creil-Bournezeau », sur Racines & Histoire, p. 21